# Grande Prêmio da Bélgica de 1989
Resultados do Grande Prêmio da Bélgica de Fórmula 1 realizado em Spa-Francorchamps em 27 de agosto de 1989. Décima primeira etapa do campeonato, foi vencido pelo brasileiro Ayrton Senna, que subiu ao pódio junto a Alain Prost numa dobradinha da McLaren-Honda, com Nigel Mansell em terceiro pela Ferrari.

## Resumo

### Quando equipes fervilham
Enquanto os motores não rocavam, o barulho no circuito belga girava em torno da prisão de Joachim Luhti, acionista majoritário da Brabham preso na Suíça acusado de fraude e desvios no valor estimado de US$ 100 milhões. Comprometedora para o futuro da equipe, tal notícia não impediu as presenças de Martin Brundle e Stefano Modena no Circuito de Spa-Francorchamps, embora os sócios do time, em algum momento, tenham que posicionar-se a respeito. Com a palavra, Bernie Ecclestone e Walter Brun (proprietário da EuroBrun). Outra mudança diz respeito ao time das cores unidas, pois o comando da Benetton passou de Peter Collins para Flavio Briatore.
Quanto aos pilotos, a troca mais evidente ocorreu na Tyrrell, onde o francês Jean Alesi precisou concentrar-se na luta pelo título da Fórmula 3000 e foi substituído pelo britânico Johnny Herbert, fora das pistas desde sua não-classificação para o Grande Prêmio do Canadá, o que turbinou a rixa entre Collins e Briatore. Na Coloni contrataram Enrico Bertaggia como substituto de Pierre-Henri Raphanel, este acomodado na Rial no lugar de Volker Weidler. Submetidas ao crivo da pré-classificação, equipes tão pequenas quanto as citadas (a Tyrrell, por seu passado glorioso, é uma exceção) lutaram por quatro vagas no grid de largada, duas obtidas pela Onyx, com Stefan Johansson e Bertrand Gachot, e duas pela Larrousse (que corre sob o chassis Lola), com Michele Alboreto e Philippe Alliot.
Em meio a tanta ebulição, o público belga assistirá à centésima prova de Thierry Boutsen. Hoje na Williams, o anfitrião da vez estreou ao volante da Arrows no Grande Prêmio da Bélgica de 1983, no lugar do brasileiro Chico Serra. Nenhuma efeméride, contudo, supera as de Gerhard Berger e Derek Warwick, que fazem aniversário no dia da corrida. 

### O calvário da Lotus
Animado com melhorias aerodinâmicas que melhoraram a estabilidade de seu carro, Ayrton Senna terminou o treino de sexta-feira em segundo lugar por conta de uma exímia condução de Gerhard Berger sob chuva, pois o brasileiro cometeu um erro uns duzentos metros antes dos boxes ao resvalar o carro numa zebra da recém-criada chicane Bus Stop, daí ter ficado em segundo no treino. No fim do dia, as melhores posições ficaram nas mãos de Berger, Senna, Mansell, Patrese e Prost, com Derek Warwick detendo a insígnia de "o melhor do resto" ao posicionar sua Arrows em sexto lugar. Visto sob a perspectiva de Senna, o fato de a Ferrari estar adiante da McLaren não é surpresa, pois o time carmesim é mais rápido nas curvas, enquanto a McLaren é a mais veloz nas retas.
Como o sábado estava ensolarado, os pilotos trataram de ir à pista o mais rápido possível, cabendo a Senna e Prost os melhores tempos até que o brasileiro capturou mais uma pole position instituindo o novo recorde da pista belga, meio segundo à frente de Prost. Sensação do dia anterior, Berger ficou em terceiro, colocando sua Ferrari adiante das Williams de Boutsen e Patrese, enquanto Mansell vinha a seguir com o outro carro vermelho, deixando na fila seguinte os italianos Alessandro Nanini, da Benetton, e Stefano Modena, da Brabham. Em meio ao alívio de quem garantiu vaga para a corrida, uma má notícia: pela primeira vez na história, a Lotus não se classificou para um Grande Prêmio, pois Satoru Nakajima falhou mais uma vez no ano e Nelson Piquet foi atrapalhado por Olivier Grouillard à altura da curva Le Pouhon e amargou sua primeira não classificação desde o Grande Prêmio de Detroit de 1982.
Nelson Piquet explicou que estava em seu segundo jogo de pneus quando ficou atrás de Andrea de Cesaris, livrando-se da Dallara após duas curvas, mas ao acelerar em direção à Le Pouhon, encontrou a Ligier de Olivier Grouillard no traçado normal da curva, mas em baixa velocidade. Para evitar uma batida, o tricampeão desviou rumo à parte suja da pista, escorregou, bateu o fundo do carro numa zebra e ficou preso na área de escape. Pouco depois, o brasileiro voltou à carga com o carro reserva, mas uma falha no motor impediu-lhe de continuar. Dona de seis títulos de pilotos e sete de construtores, a Lotus atinge o ponto mais baixo após 406 corridas disputadas desde o Grande Prêmio de Mônaco de 1958.

### Vitória de Senna na Bélgica
O domingo começou sob chuva, a qual converteu-se num forte temporal emulando as condições climáticas do Grande Prêmio da Grã-Bretanha de 1988, mas tal cenário não impediu que Senna mantivesse o primeiro lugar na hora da largada, adiante de Prost e Berger, enquanto Mansell abdicou da cautela ao pôr duas rodas na grama e deixar as duas Williams atrás de si e a ordem dos primeiros colocados quedou inalterada por nove voltas, até que o austríaco da Ferrari rodopiou na Les Combes e abandonou a porfia ao bater, sendo ele a quarta vítima da chuva, como foram Herbert, Arnoux e Modena antes dele. Findo o primeiro quarto de prova, a vantagem de Senna sobre Prost era de seis segundos e o francês estava oito segundos na frente de Mansell.
Quando os líderes da prova encontraram o retardatário Eddie Cheever, os mesmos demoraram mais que o usual para ultrapassá-lo, embora esse "jogo de ultrapassagem" não tenha mudado a posição dos líderes, com Senna quinze segundos na frente do vice-líder. Próximo à metade da corrida, uma manobra da Lola do retardatário Michele Alboreto entre as Williams de Boutsen e Patrese resultou no choque entre os pilotos italianos, que abandonaram a corrida nas cercanias da Le Pouhon, atravessando a área de escape e batendo nas muretas de proteção. A seguir a Onyx de Bertrand Gachot rodou e saiu da prova e Eddie Cheever foi advertido com uma bandeira preta e branca por Roland Bruynseraede, diretor da prova.
Punir o norte-americano da Arrows foi uma consequência de sua conduta antidesportiva à frente do trio de líderes enquanto retardatário e por falar nisso, a Minardi de Pierluigi Martini segurou a McLaren de Senna a ponto de deixar o brasileiro apenas cinco segundos na frente de Prost enquanto Mansell acelerava na perseguição aos carros de Woking, Resoluto, o "leão" saiu da pista na Les Combes, mas volta a pista ao não diminuir a aceleração, enquanto Senna abriu oito segundos sobre seu companheiro de equipe ao livrar-se de Martini, diferença que aumenta com o fim da chuva, mas conforme a pista seca, os pneus de chuva começam a desgastar-se, embora tal circunstância não tenha arrefecido o ataque de Mansell sobre Prost, pois a distância entre eles caiu de dois segundos para menos de um, faltando dez voltas para o fim da contenda.
Na volta trinta e sete, Ayrton Senna ultrapassa Maurício Gugelmin, sétimo colocado naquela altura, enquanto Nigel Mansell tenta sucessivas manobras de ultrapassagens sobre Alain Prost, esforço que obriga o piloto da Ferrari a buscar poças d'água para resfriar os pneus. Voraz nos trechos sinuosos da pista, o leão é contido pela força dos motores Honda que impulsionam a McLaren do francês. As posições acerca da zona de pontuação mantêm-se inalteradas desde a volta vinte e um, tanto em relação ao trio de líderes quanto a Thierry Boutsen, Alessandro Nanini e Derek Warwick. No quadragésimo giro, a vantagem de Senna em relação a Prost era de onze segundos, mas a pista cada vez mais seca, o desgaste dos pneus e o ritmo impactante de Prost e Mansell reduziram essa distância para quatro segundos na penúltima volta, quando Mansell quase saiu da corrida ao frear tardiamente na curva Rivage.
Sem poder tirar mais de seu carro, Ayrton Senna cruzou a linha de chegada e venceu a menos de um segundo e meio de vantagem sobre Alain Prost, o qual marcou a melhor volta da prova nos metros finais, garantindo meio segundo sobre Nigel Mansell, o terceiro colocado. A zona de pontuação foi completada pelas presenças da Williams de Thierry Boutsen, a Benetton de Alessandro Nanini e a Arrows de Derek Warwick. Fato a se observar é que participaram da prova belga todos os vencedores da corrida desde 1983 e o quarto lugar de Thierry Boutsen foi a última pontuação de um nativo em seu país. De volta ao campo das efemérides, foi no Grande Prêmio da Bélgica de 1968 que a McLaren venceu sua primeira corrida na Fórmula 1, graças ao talento e a persistência de Bruce McLaren e desde então foram seis triunfos no país, incluindo as dobradinhas de 1987, 1988 e 1989, ano onde Ayrton Senna marcou a quinquagésima pole position da McLaren no sábado e a quinquagésima vitória da Honda no domingo.

### Pareceu fácil, mas não foi
Sem perder a liderança da prova em nenhum momento, Ayrton Senna deu a impressão de ter vivido a mais tranquila das tardes, entretanto, o brasileiro dissipou essa percepção errônea ao enumerar para a imprensa as dificuldades pelas quais passou, a começar pelo fato de os pneus dianteiros não estarem devidamente aquecidos no momento da largada, fazendo seu carro sair de frente no começo da prova. Outro entrave acontecia quando o carro passava por alguma poça d’água, “cortando” a potência do motor, cuja força redobrava nos pontos mais secos do asfalto. Mesmo acostumado à chuva, Senna foi obrigado a levantar a viseira, de tão embaçada que ficava, em alguns momentos da prova, melhorando a visibilidade nas ultrapassagens, mas um grande susto o fez mudar de atitude: "Eu ia com a viseira levantada no meio da reta, atrás de outro carro, que ao raspar no chão provocou algumas fagulhas. Uma daquelas fagulhas atingiu meu rosto, um centímetro abaixo do meu olho esquerdo. Depois do susto, preferi abaixar a viseira, mesmo passando a não enxergar nada".
Mesmo explicando tantas variáveis, a dúvida que mais ressoava entre os jornalistas era o porquê de o brasileiro ter reduzido o ritmo a ponto de sua vantagem sobre Alain Prost ter caído de mais de dez para menos de dois segundos e nisso a explicação de Ayrton Senna foi simples e sincera: "Eu tirei o pé para evitar riscos e não fazer qualquer bobagem".
Em outro momento, o dueto da McLaren repetiu as críticas ao desempenho do motor. "O problema foi sério nas curvas de baixa e nos acompanhou desde os treinos de sexta-feira. A potência vinha de forma irregular e o carro perdia aderência", afirmou Senna. "Assim como Ayrton, tive dificuldades com o motor a baixo regime, o que me complicou nas curvas lentas e de média velocidade", confirmou Prost. Mais combativo piloto do domingo, Nigel Mansell lamentou o tempo perdido antes de ultrapassar Eddie Cheever, a falta de potência do motor Ferrari em relação aos propulsores Honda e ressaltou a exímia condução de Prost como determinantes para ficar em terceiro lugar. "Tentei a ultrapassagem por cinco voltas, mas não tinha paciência para efetuá-la nas retas. Forcei a barra nas curvas, mas Prost fez uma bela corrida e não foi possível superá-lo. De qualquer forma, demos um bom show para a televisão", sentenciou o "leão" de forma descontraída. "Não foi fácil manter Mansell atrás e, sinceramente, não gostaria de manter aquela situação por muitas voltas", admitiu Prost.

### Com a calculadora nas mãos
Graças aos 62 pontos de Alain Prost e os 51 de Ayrton Senna, a equipe de Woking lidera o mundial de pilotos e ponteia entre os construtores com 113 pontos. Baseado nestes números, o francês segue favorito ao título, e o brasileiro precisará pontuar em todas as corridas restantes para chegar ao título. Nesse cenário, a melhor combinação seria vencer duas corridas, obter dois segundos lugares e um quarto lugar.

## Classificação

### Pré-qualificação
| Pos. | Nº | Piloto             | Construtor       | Tempo    | Diferença |
| ---- | -- | ------------------ | ---------------- | -------- | --------- |
| 1    | 36 | Stefan Johansson   | Onyx-Ford        | 1:56.279 | —         |
| 2    | 29 | Michele Alboreto   | Lola-Lamborghini | 1:57.509 | + 1.230   |
| 3    | 37 | Bertrand Gachot    | Onyx-Ford        | 1:57.720 | + 1.441   |
| 4    | 30 | Philippe Alliot    | Lola-Lamborghini | 1:57.748 | + 1.469   |
| 5    | 17 | Nicola Larini      | Osella-Ford      | 1:58.065 | + 1.786   |
| 6    | 18 | Piercarlo Ghinzani | Osella-Ford      | 1:58.209 | + 1.930   |
| 7    | 31 | Roberto Moreno     | Coloni-Ford      | 1:58.650 | + 2.371   |
| 8    | 40 | Gabriele Tarquini  | AGS-Ford         | 1:59.432 | + 3.153   |
| 9    | 34 | Bernd Schneider    | Zakspeed-Yamaha  | 2:00.713 | + 4.434   |
| 10   | 35 | Aguri Suzuki       | Zakspeed-Yamaha  | 2:00.757 | + 4.478   |
| 11   | 41 | Yannick Dalmas     | AGS-Ford         | 2:02.205 | + 5.926   |
| 12   | 33 | Gregor Foitek      | EuroBrun-Judd    | 2:02.767 | + 6.488   |
| 13   | 32 | Enrico Bertaggia   | Coloni-Ford      | 2:21.709 | + 25.430  |

### Treinos classificatórios
| Pos.    | N.º | Piloto                | Construtor       | Q1       | Q2       | Grid     |
| ------- | --- | --------------------- | ---------------- | -------- | -------- | -------- |
| 1       | 1   | Ayrton Senna          | McLaren-Honda    | 2:11.171 | 1:50.867 | —        |
| 2       | 2   | Alain Prost           | McLaren-Honda    | 2:12.721 | 1:51.463 | + 0.596  |
| 3       | 28  | Gerhard Berger        | Ferrari          | 2:11.102 | 1:52.391 | + 1.524  |
| 4       | 5   | Thierry Boutsen       | Williams-Renault | 2:13.030 | 1:52.786 | + 1.919  |
| 5       | 6   | Riccardo Patrese      | Williams-Renault | 2:12.581 | 1:52.875 | + 2.008  |
| 6       | 27  | Nigel Mansell         | Ferrari          | 2:12.042 | 1:52.898 | + 2.031  |
| 7       | 19  | Alessandro Nannini    | Benetton-Ford    | 2:14.117 | 1:55.075 | + 4.208  |
| 8       | 8   | Stefano Modena        | Brabham-Judd     | 2:19.161 | 1:55.642 | + 4.775  |
| 9       | 15  | Maurício Gugelmin     | March-Judd       | 2:16.401 | 1:55.729 | + 4.862  |
| 10      | 9   | Derek Warwick         | Arrows-Ford      | 2:13.005 | 1:55.864 | + 4.997  |
| 11      | 30  | Philippe Alliot       | Lola-Lamborghini | 2:14.357 | 1:55.890 | + 5.023  |
| 12      | 21  | Alex Caffi            | Dallara-Ford     | 2:17.604 | 1:55.892 | + 5.025  |
| 13      | 20  | Emanuele Pirro        | Benetton-Ford    | 2:15.068 | 1:55.902 | + 5.035  |
| 14      | 23  | Pierluigi Martini     | Minardi-Ford     | 2:15.515 | 1:56.115 | + 5.248  |
| 15      | 36  | Stefan Johansson      | Onyx-Ford        | 2:17.329 | 1:56.129 | + 5.262  |
| 16      | 4   | Johnny Herbert        | Tyrrell-Ford     | 2:17.714 | 1:56.248 | + 5.381  |
| 17      | 25  | René Arnoux           | Ligier-Ford      | 2:14.344 | 1:56.251 | + 5.384  |
| 18      | 22  | Andrea de Cesaris     | Dallara-Ford     | 2:17.512 | 1:56.257 | + 5.390  |
| 19      | 16  | Ivan Capelli          | March-Judd       | 2:15.863 | 1:56.291 | + 5.424  |
| 20      | 7   | Martin Brundle        | Brabham-Judd     | 2:18.663 | 1:56.327 | + 5.460  |
| 21      | 3   | Jonathan Palmer       | Tyrrell-Ford     | 2:18.405 | 1:56.600 | + 5.733  |
| 22      | 29  | Michele Alboreto      | Lola-Lamborghini | 2:17.240 | 1:56.616 | + 5.749  |
| 23      | 37  | Bertrand Gachot       | Onyx-Ford        | 2:18.151 | 1:56.716 | + 5.849  |
| 24      | 10  | Eddie Cheever         | Arrows-Ford      | 2:14.641 | 1:56.748 | + 5.881  |
| 25      | 24  | Luis Pérez-Sala       | Minardi-Ford     | 2:18.907 | 1:56.957 | + 6.090  |
| 26      | 26  | Olivier Grouillard    | Ligier-Ford      | 2:18.175 | 1:57.027 | + 6.160  |
| 27      | 12  | Satoru Nakajima       | Lotus-Judd       | 2:13.677 | 1:57.251 | + 6.384  |
| 28      | 11  | Nelson Piquet         | Lotus-Judd       | 2:14.358 | 1:57.771 | + 6.904  |
| 29      | 38  | Christian Danner      | Rial-Ford        | 2:20.503 | 2:00.247 | + 9.380  |
| 30      | 39  | Pierre-Henri Raphanel | Rial-Ford        | 2:21.180 | 2:02.937 | + 12.070 |
| Fontes: |     |                       |                  |          |          |          |

### Corrida
| Pos.    | N.º | Piloto                | Construtor       | Voltas | Tempo/Diferença | Grid | Pontos |
| ------- | --- | --------------------- | ---------------- | ------ | --------------- | ---- | ------ |
| 1       | 1   | Ayrton Senna          | McLaren-Honda    | 44     | 1:40:54.196     | 1    | 9      |
| 2       | 2   | Alain Prost           | McLaren-Honda    | 44     | + 1.304         | 2    | 6      |
| 3       | 27  | Nigel Mansell         | Ferrari          | 44     | + 1.824         | 6    | 4      |
| 4       | 5   | Thierry Boutsen       | Williams-Renault | 44     | + 54.408        | 4    | 3      |
| 5       | 19  | Alessandro Nannini    | Benetton-Ford    | 44     | + 1:08.805      | 7    | 2      |
| 6       | 9   | Derek Warwick         | Arrows-Ford      | 44     | + 1:18.316      | 10   | 1      |
| 7       | 15  | Maurício Gugelmin     | March-Judd       | 43     | + 1 volta       | 9    |        |
| 8       | 36  | Stefan Johansson      | Onyx-Ford        | 43     | + 1 volta       | 15   |        |
| 9       | 23  | Pierluigi Martini     | Minardi-Ford     | 43     | + 1 volta       | 14   |        |
| 10      | 20  | Emanuele Pirro        | Benetton-Ford    | 43     | + 1 volta       | 13   |        |
| 11      | 22  | Andrea de Cesaris     | Dallara-Ford     | 43     | + 1 volta       | 18   |        |
| 12      | 16  | Ivan Capelli          | March-Judd       | 43     | + 1 volta       | 19   |        |
| 13      | 26  | Olivier Grouillard    | Ligier-Ford      | 43     | + 1 volta       | 26   |        |
| 14      | 3   | Jonathan Palmer       | Tyrrell-Ford     | 42     | + 2 voltas      | 21   |        |
| 15      | 24  | Luis Pérez-Sala       | Minardi-Ford     | 41     | + 3 voltas      | 25   |        |
| 16      | 30  | Philippe Alliot       | Lola-Lamborghini | 39     | Motor           | 11   |        |
| Ret     | 10  | Eddie Cheever         | Arrows-Ford      | 38     | Roda            | 24   |        |
| Ret     | 37  | Bertrand Gachot       | Onyx-Ford        | 21     | Spun off        | 23   |        |
| Ret     | 6   | Riccardo Patrese      | Williams-Renault | 20     | Colisão         | 5    |        |
| Ret     | 29  | Michele Alboreto      | Lola-Lamborghini | 19     | Colisão         | 22   |        |
| Ret     | 21  | Alex Caffi            | Dallara-Ford     | 13     | Spun off        | 12   |        |
| Ret     | 7   | Martin Brundle        | Brabham-Judd     | 12     | Brakes          | 20   |        |
| Ret     | 28  | Gerhard Berger        | Ferrari          | 9      | Spun off        | 3    |        |
| Ret     | 8   | Stefano Modena        | Brabham-Judd     | 9      | Handling        | 8    |        |
| Ret     | 25  | René Arnoux           | Ligier-Ford      | 4      | Colisão         | 17   |        |
| Ret     | 4   | Johnny Herbert        | Tyrrell-Ford     | 3      | Spun off        | 16   |        |
| DNQ     | 12  | Satoru Nakajima       | Lotus-Judd       |        |                 |      |        |
| DNQ     | 11  | Nelson Piquet         | Lotus-Judd       |        |                 |      |        |
| DNQ     | 38  | Christian Danner      | Rial-Ford        |        |                 |      |        |
| DNQ     | 39  | Pierre-Henri Raphanel | Rial-Ford        |        |                 |      |        |
| DNPQ    | 17  | Nicola Larini         | Osella-Ford      |        |                 |      |        |
| DNPQ    | 18  | Piercarlo Ghinzani    | Osella-Ford      |        |                 |      |        |
| DNPQ    | 31  | Roberto Moreno        | Coloni-Ford      |        |                 |      |        |
| DNPQ    | 40  | Gabriele Tarquini     | AGS-Ford         |        |                 |      |        |
| DNPQ    | 34  | Bernd Schneider       | Zakspeed-Yamaha  |        |                 |      |        |
| DNPQ    | 35  | Aguri Suzuki          | Zakspeed-Yamaha  |        |                 |      |        |
| DNPQ    | 41  | Yannick Dalmas        | AGS-Ford         |        |                 |      |        |
| DNPQ    | 33  | Gregor Foitek         | EuroBrun-Judd    |        |                 |      |        |
| DNPQ    | 32  | Enrico Bertaggia      | Coloni-Ford      |        |                 |      |        |
| Fontes: |     |                       |                  |        |                 |      |        |

## Tabela do campeonato após a corrida
| Pos.    | Piloto           | Pontos |
| ------- | ---------------- | ------ |
| 1       | Alain Prost      | 62     |
| 2       | Ayrton Senna     | 51     |
| 3       | Nigel Mansell    | 38     |
| 4       | Riccardo Patrese | 25     |
| 5       | Thierry Boutsen  | 20     |
| Fontes: |                  |        |

| Pos.    | Construtor       | Pontos |
| ------- | ---------------- | ------ |
| 1       | McLaren-Honda    | 113    |
| 2       | Williams-Renault | 45     |
| 3       | Ferrari          | 38     |
| 4       | Benetton-Ford    | 19     |
| 5       | Arrows-Ford      | 12     |
| Fontes: |                  |        |

- Nota: Somente as primeiras cinco posições estão listadas. Entre 1981 e 1990 cada piloto podia computar onze resultados válidos por temporada não havendo descartes no mundial de construtores.